# Marek Miszczuk
Marek Miszczuk (ur. 13 listopada 1977 w Lublinie) – polski koszykarz, występował na pozycji środkowego.

## Przebieg kariery
- 1996–1999: AZS Lublin
- 1999–2000: Hoop Pekaes Pruszków
- 1999–2000: AZS Toruń
- 2000–2001: Spójnia Stargard Szczeciński
- 2001–2002: MKS Start Lublin
- 2002–2003: Stal Ostrów Wielkopolski
- 2003–2004: Anwil Włocławek
- 2004–2005: AZS Koszalin
- 2005–2006: Śląsk Wrocław
- 2007–2009: Znicz Jarosław
- 2009–2010: Stal Stalowa Wola
- 2010–2011: ASK KS Siarka Tarnobrzeg
- 2011–2012: Polonia Przemyśl
- 2013: AZS Radex Szczecin

## Osiągnięcia
- Mecz Gwiazd PLK (2010)

## Statystyki

### Statystyki podczas występów w PLK
- Sezon 2003/2004 (Anwil Włocławek): 21 meczów (średnio 4,5 punktu oraz 2,8 zbiórki w ciągu 11 minut)
- Sezon 2004/2005 (AZS Koszalin): 28 meczów (średnio 10,7 punktu oraz 4,7 zbiórki w ciągu 21,1 minuty)
- Sezon 2005/2006 (Śląsk Wrocław): 2 mecze (średnio 1 punkt oraz 2 zbiórki w ciągu 7 minut)
- Sezon 2008/2009 (Znicz Jarosław): 26 meczów (średnio 8,3 punktu oraz 3,8 zbiórki w ciągu 17 minut)
- Sezon 2009/2010 (Stal Stalowa Wola): 25 meczów (średnio 12,2 punktu oraz 5 zbiórek w ciągu 21,2 minuty)

### Statystyki podczas występów w I lidze
- Sezon 2007/2008 (Znicz Jarosław): 42 mecze (średnio 17,3 punktu oraz 7,4 zbiórki w ciągu 28 minut)